# Dávid Ďuriš
Dávid Ďuriš (* 22. März 1999 in Žilina) ist ein slowakischer Fußballspieler.

## Karriere

### Verein
In der Jugend spielte Ďuriš beim MŠK Žilina und ging zur Saison 2017/18 von der U19 in die B-Mannschaft über. Vor seinem festen Wechsel in die erste Mannschaft kam er für diese bereits am 18. September 2018 einmal im Pokal zum Einsatz. Sein Ligadebüt hatte er am 20. Juli 2019. Seit Januar 2024 ist er bis voraussichtlich zum Ende der Saison nach Italien an den Serie-B-Klub Ascoli Calcio verliehen.

### Nationalmannschaft
Für die slowakische U21 hatte er ab November 2019 ein paar Einsätze, vornehmlich in der Qualifikation für die Europameisterschaft 2021.
Sein Debüt im Trikot der slowakischen A-Nationalmannschaft hatte er am 22. September 2022 bei einer 1:2-Niederlage gegen Aserbaidschan in der Nations League 2022/23, als er in der 83. Minute für Matúš Bero eingewechselt wurde. Nach einem weiteren Einsatz in diesem Wettbewerb und einem in einem Freundschaftsspiel wurde er in einigen Spielen der Qualifikation für die Europameisterschaft 2024 eingesetzt. Hier erzielte er beim 1:0-Sieg über Luxemburg am 16. Oktober 2023 sein erstes Länderspieltor.